# Instituto Nacional de Vivienda y Urbanismo
El Instituto Nacional de Vivienda y Urbanismo es una institución autónoma costarricense, creada mediante la Ley n.º 1788 el 16 de junio de 1954. Tiene entre sus funciones el dotar de viviendas accesibles a la población costarricense, eliminar caseríos que se consideren peligrosos o insalubres y reubicar a su población en lugares más apropiados, así como promover la creación de residenciales y urbanizaciones. El INVU emite «bonos de vivienda» para familias de escasos recursos y clase media de manera que puedan construir casas y crea varios proyectos urbanísticos de interés social.